# Hahnia flaviceps
Hahnia flaviceps là một loài nhện trong họ Hahniidae.
Loài này thuộc chi Hahnia. Hahnia flaviceps được James Henry Emerton miêu tả năm 1913.